# Ганчовец
Ганчовец е село в Северна България. То се намира в община Дряново, област Габрово. Има жп спирка и прелез по линията Русе - Г. Оряховица - Тулово - Стара Загора - Димитровград - Кърджали - Подкова.

## Население
Преброяване на населението през 2011 г.
Численост и дял на етническите групи според преброяването на населението през 2011 г.:
|                     | Численост | Дял (в %) |
| Общо                | 160       | 100,00    |
| Българи             | 133       | 83,12     |
| Турци               | 0         | 0,00      |
| Цигани              | 11        | 6,87      |
| Други               | 0         | 0,00      |
| Не се самоопределят | 0         | 0,00      |
| Неотговорили        | 2         | 1,25      |

## Културни и природни забележителности
- Читалище „Денчо Славов“ - 1900 – читалището има функциониращ киносалон, етно- и ретроекспозиция. Към читалището има състав за фолклорни танци и певческа група.

## Редовни събития
- Фестивал „Киномагия“ – неформален фестивал за модерно българско и световно кино, с прожекции на открито. Провежда се през юли.
- Фестивал „Ракия-Магия“ – празник на домашната ракия и рок музиката, провежда се през първата седмица на месец септември

## Личности
Родени в Ганчовец
- Христо Ганчович, четник на Хаджи Димитър и Стефан Караджа.

Живеещи в Ганчовец
- Кирил Станков, сценарист и режисьор [3].